# Filia (Cypr)
Filia (gr. Φυλλια, tur. Serhatköy) – wieś na Cyprze, w dystrykcie Nikozja.